# Akono
Akono är en ort i Kamerun.   Den ligger i regionen Centrumregionen, i den södra delen av landet, 50 km söder om huvudstaden Yaoundé. Akono ligger 678 meter över havet och antalet invånare är 3 821.
Terrängen runt Akono är platt. Trakten runt Akono är ganska tätbefolkad, med 58 invånare per kvadratkilometer. Närmaste större samhälle är Mbalmayo, 18,6 km öster om Akono. I omgivningarna runt Akono växer i huvudsak städsegrön lövskog.